# AFC Champions League 2017
De  AFC Champions League 2017 was de zesendertigste editie van de AFC Champions League een jaarlijks voetbaltoernooi voor clubs uit Azië. Het toernooi wordt georganiseerd door de Asian Football Confederation
De titelhouder was Jeonbuk Hyundai Motors uit Zuid-Korea. Maar zij werden op 3 februari 2017 uitgesloten van deelname door matchfixing in de nationale competitie.

## Schema
Het schema is als volgt
| Fase           | Ronde         | Loting                                     | 1e wedstrijd               | 2e wedstrijd               |
| -------------- | ------------- | ------------------------------------------ | -------------------------- | -------------------------- |
| voorronde      | 1e voorronde  | No draw                                    | 24 januari 2017            | 24 januari 2017            |
| voorronde      | 2e voorronde  | No draw                                    | 25 & 31 januari 2017       | 25 & 31 januari 2017       |
| Play-off stage | Play-off      | No draw                                    | 7–8 februari 2017          | 7–8 februari 2017          |
| Groepsfase     | Speeldag 1    | 13 december 2016 (Petaling Jaya, Maleisië) | 20–22 februari 2017        | 20–22 februari 2017        |
| Groepsfase     | Speeldag 2    | 13 december 2016 (Petaling Jaya, Maleisië) | 27 februari – 1 maart 2017 | 27 februari – 1 maart 2017 |
| Groepsfase     | Speeldag 3    | 13 december 2016 (Petaling Jaya, Maleisië) | 13–15 maart 2017           | 13–15 maart 2017           |
| Groepsfase     | Speeldag 4    | 13 december 2016 (Petaling Jaya, Maleisië) | 10–12 april 2017           | 10–12 april 2017           |
| Groepsfase     | Speeldag 5    | 13 december 2016 (Petaling Jaya, Maleisië) | 24–26 april 2017           | 24–26 april 2017           |
| Groepsfase     | Speeldag 6    | 13 december 2016 (Petaling Jaya, Maleisië) | 8–10 mei 2017              | 8–10 mei 2017              |
| Eindronde      | Laatste 16    | 13 december 2016 (Petaling Jaya, Maleisië) | 22–24 mei 2017             | 29–31 mei 2017             |
| Eindronde      | Kwartfinales  | 6 juni 2017 (Kuala Lumpur, Maleisië)       | 21–23 augustus 2017        | 11–13 september 2017       |
| Eindronde      | Halve finales | 6 juni 2017 (Kuala Lumpur, Maleisië)       | 26–27 september 2017       | 17–18 oktober 2017         |
| Eindronde      | Finale        | 6 juni 2017 (Kuala Lumpur, Maleisië)       | 18 november 2017           | 25 november 2017           |

## Voorronde

### 1e Voorronde
| Team 1     | Res.       | Team 2          |
| Regio oost | Regio oost | Regio oost      |
| ---------- | ---------- | --------------- |
| Global     | 2-0        | Tampines Rovers |

### 2e Voorronde
| Team 1         | Res.           | Team 2             |
| West Regio     | West Regio     | West Regio         |
| -------------- | -------------- | ------------------ |
| Al-Wehdat      | 2-1            | Bengaluru FC       |
| Nasaf Qarshi   | 4-0            | Al-Hidd            |
| Oost-Regio     |                |                    |
| Kitchee        | 3-2 n.v.       | Hà Nội             |
| Bangkok United | 1-1 4-5 na pen | Johor Darul Ta'zim |
| Sukhothai      | 5-0            | Yadanarbon         |
| Brisbane Roar  | 6-0            | Global             |

### 3e voorronde
| Team 1           | Res.           | Team 2             |
| West Region      | West Region    | West Region        |
| ---------------- | -------------- | ------------------ |
| Al-Wahda         | 3-0            | Al-Wehdat          |
| Al-Fateh         | 1-0            | Nasaf Qarshi       |
| Esteghlal        | 0-0 4-3 na pen | Al-Sadd            |
| El Jaish         | 0-0 1-3 na pen | Bunyodkor          |
| East Region      |                |                    |
| Ulsan Hyundai    | 1-1 4-3 na pen | Kitchee            |
| Gamba Osaka      | 3-0            | Johor Darul Ta'zim |
| Shanghai SIPG    | 3-0            | Sukhothai          |
| Shanghai Shenhua | 0-1            | Brisbane Roar      |

## Groepsfase
........

## Eindronde

### Laatste 16
| Team 1               | Tot.    | Team 2             | 1e wedstr. | 2e wedstr. |
| -------------------- | ------- | ------------------ | ---------- | ---------- |
| Esteghlal            | 2–6     | Al-Ain             | 1-0        | 1-6        |
| Al-Ahli              | 4–2     | Al-Ahli            | 1-1        | 3-1        |
| Esteghlal Khuzestan  | 2–4     | Al-Hilal           | 1-2        | 1-2        |
| Persepolis           | 1–0     | Lekhwiya           | 0-0        | 1-0        |
| Muangthong United    | 2–7     | Kawasaki Frontale  | 1-3        | 1-4        |
| Guangzhou Evergrande | 2-2 (U) | Kashima Antlers    | 1-0        | 1-2        |
| Shanghai SIPG        | 5–3     | Jiangsu Suning     | 2-1        | 3-2        |
| Jeju United          | 2–3     | Urawa Red Diamonds | 2-0        | 0-3 nv     |

### Kwartfinale
| Team 1            | Tot.           | Team 2               | 1e wedstr. | 2e wedstr. |
| ----------------- | -------------- | -------------------- | ---------- | ---------- |
| Al-Ain            | 0–3            | Al-Hilal             | 0-0        | 0-3        |
| Persepolis        | 5–3            | Al-Ahli              | 2-2        | 3-1        |
| Shanghai SIPG     | 5–5 5-4 na pen | Guangzhou Evergrande | 4-0        | 1-5 nv     |
| Kawasaki Frontale | 4–5            | Urawa Red Diamonds   | 3-1        | 1-4        |

### Halve finale
| Team 1        | Tot. | Team 2             | 1e wedstr. | 2e wedstr. |
| ------------- | ---- | ------------------ | ---------- | ---------- |
| Al-Hilal      | 6-2  | Persepolis         | 4-0        | 2-2        |
| Shanghai SIPG | 1-2  | Urawa Red Diamonds | 1-1        | 0-1        |

### Finale
| Team 1   | Tot. | Team 2             | 1e wedstr. | 2e wedstr. |
| -------- | ---- | ------------------ | ---------- | ---------- |
| Al-Hilal | 1-2  | Urawa Red Diamonds | 1-1        | 0-1        |

|                                |             |     |                    |                                                                          |
| 18 november 2017 19:15 (UTC+3) | Al-Hilal    | 1-1 | Urawa Red Diamonds | Koning Fahdstadion, Riyad Toeschouwers: 59.136 Scheidsrechter: Makhadmeh |
| 18 november 2017 19:15 (UTC+3) | Kharbin 37' |     | 7' Silva           | Koning Fahdstadion, Riyad Toeschouwers: 59.136 Scheidsrechter: Makhadmeh |

|                                |                    |     |                     |                                                                            |
| 25 november 2017 19:30 (UTC+9) | Urawa Red Diamonds | 1-0 | Al-Hilal            | Saitama Stadion 2002, Saitama Toeschouwers: 57.727 Scheidsrechter: Irmatov |
| 25 november 2017 19:30 (UTC+9) | Silva 88'          |     | 72', 78' Al Dawsari | Saitama Stadion 2002, Saitama Toeschouwers: 57.727 Scheidsrechter: Irmatov |

 Urawa Red Diamonds wint met 2-1 over twee wedstrijden.
| Winnaar AFC Champions League 2017 |
| --------------------------------- |
| Urawa Red Diamonds 2e titel       |